# La course de Sherbrooke
introduction
C'était bien, sans plus. 
Changez ce texte pour votre brouillon.